# Jano (Honduras)
Pour les articles homonymes, voir Jano.
Jano est une ville et une municipalité dans le Nord-Ouest du Honduras dans le département d'Olancho, à l'Ouest de Guata, au Sud de Esquipulas del Norte et au Nord de Manto.